# Myzomela sanguinolenta
El mielero escarlata (Myzomela sanguinolenta) es una especie de ave paseriforme de la familia Meliphagidae endémica de Australia.

## Descripción

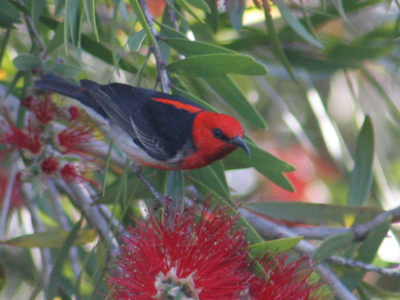
Macho.

Es un pájaro de largo pico de unos 11 cm de longitud. Los machos presentan un plumaje de color negro y rojo, mientras las hembras son de color pardo claro.

## Subespecies
- Myzomela sanguinolenta caledonica (W. A. Forbes, 1879)
- Myzomela sanguinolenta (Latham, 1802)

## Distribución
Se encuentra únicamente en el este de Australia.